# 元宿町 (桐生市)
元宿町（もとじゅくちょう）は、群馬県桐生市の町名。郵便番号は376-0027。

## 地理
桐生市の中部に位置する。末広町・宮前町・堤町・巴町とともに桐生市第八区に属する。
東部は巴町に、南東部は美原町に、南西部は清瀬町に、西部は渡良瀬川を挟んで相生町に、西北部から北部にかけてJR両毛線・わたらせ渓谷鐵道を境として堤町・宮前町にそれぞれ接する。
町内西部に元宿浄水場、桐生市陸上競技場、桐生市消防本部、関東八十八箇所第九番霊場聖眼寺がある。元宿浄水場の水道資料館（浄水場旧事務所）・喞筒室（ポンプ室）・急速濾過場・接合井・調整池は、1997年（平成9年）に国の登録有形文化財となっている。

## 歴史
かつての本宿村の中心部にあたる。1873年（明治6年）に、今泉村、堤村、本宿村、村松村が合併して安楽土村となる。
1889年（明治22年）の町村制施行により、桐生新町、新宿村、安楽土村、下久方村、上久方村平井が合併して桐生町が発足、安楽土村は桐生町の大字の一つとなる。1921年（大正10年）の市制施行を経て、1929年（昭和4年）に大字が廃止され現在の町名である「元宿町」となった。

## 世帯数と人口
2022年（令和4年）1月31日現在の世帯数と人口は以下の通りである。
| 町丁   | 世帯数  | 人口  |
| ------ | ------- | ----- |
| 元宿町 | 353世帯 | 736人 |

## 小・中学校の学区
市立小・中学校に通う場合、学区は以下の通りとなる。
| 番地 | 小学校                             | 中学校             |
| ---- | ---------------------------------- | ------------------ |
| 全域 | 桐生市立南小学校、桐生市立西小学校 | 桐生市立中央中学校 |

## 交通

### 鉄道
町内に鉄道駅はない。

### 道路
昭和通りと美原通りが通じている。

## 施設
- 桐生市消防本部
- 桐生市陸上競技場
- 元宿浄水場
- 聖眼寺

## 避難所
- 元宿保育園（洪水災害、土砂災害、内水氾濫時の緊急避難場所）[7]